# Zacharias
Zacharias eller Zakarias er et drengenavn, der kommer af det hebraiske זְכַרְיָה (Zachariah) og betyder "Gud har husket." Navnet var almindeligt i Det Gamle Testamente. Ifølge Danmarks statistik var der i Danmark 273 med navnet Zacharias og 233 med navnet Zakarias pr 1. januar 2015.
Den 15. marts kaldes Zacharias dag.

I Tyrkiet finds en flod og en provins som hedder Sakarya. 

## Personer
- Zakarias, jødisk profet og forfatter til Zakarias' Bog i Det Gamle Testamente; optræder også i Koranen.
- Zakarias, jødisk præst ved templet i Jerusalem, far til Jesu fætter Johannes Døber
- Pave Zacharias, pave år 741-752
- Zakarias Nielsen, dansk forfatter
- Zacharias Heinesen, færøsk kunstmaler
- Zacharias Allewelt, dansk-norsk søofficer